# Lista de prefeitos de Barcelona (Rio Grande do Norte)
Esta é a lista de prefeitos de Barcelona, município brasileiro do Estado do Rio Grande do Norte.
Três ex-prefeitos estão vivos: Paulo Gomes Júnior, Carlos Zamith de Souza e Vicente Mafra Neto. O último ex-prefeito a falecer foi Walter Lopes, em 10 de março de 2014, aos 81 anos.
| Nº | Prefeito                         | Imagem | Partido                        | Início de mandato      | Fim de mandato         | Vice-prefeito                   | Observações             |
| -- | -------------------------------- | ------ | ------------------------------ | ---------------------- | ---------------------- | ------------------------------- | ----------------------- |
| 1  | Teófilo Lopes da Silva           |        | UDN                            | 1º de janeiro de 1959  | 23 de janeiro de 1960  | —                               | Prefeito nomeado        |
| 2  | Alzair Pereira de Araújo         |        | PSD                            | 23 de janeiro de 1960  | 31 de janeiro de 1965  | Sinésio Marques da Silva        | Prefeito e vice eleitos |
| 3  | Manoel Maurício do Nascimento    |        | PSD                            | 31 de janeiro de 1965  | 2 de fevereiro de 1970 | Agaci de Souza                  | Prefeito e vice eleitos |
| 4  | Walter Lopes                     |        | ARENA                          | 2 de fevereiro de 1970 | 31 de janeiro de 1973  | Manoel Paulo Nantes             | Prefeito e vice eleitos |
| 5  | José Anchieta das Neves Sobrinho |        | ARENA                          | 31 de janeiro de 1973  | 31 de janeiro de 1977  | Agaci de Souza                  | Prefeito e vice eleitos |
| 6  | Sinésio Marques da Silva         |        | ARENA                          | 31 de janeiro de 1977  | 31 de janeiro de 1983  | Sebastião Valdivino Faustino    | Prefeito e vice eleitos |
| 7  | Walter Lopes                     |        | PDS                            | 31 de janeiro de 1983  | 31 de janeiro de 1989  | Agaci de Souza                  | Prefeito e vice eleitos |
| 8  | Carlos Zamith de Souza           |        | PFL                            | 31 de janeiro de 1989  | 31 de dezembro de 1992 | Paulo Gomes Júnior              | Prefeito e vice eleitos |
| 9  | Paulo Gomes Júnior               |        | PDS                            | 1º de janeiro de 1993  | 31 de dezembro de 1996 | Raroldo Gomes Rocha             | Prefeito e vice eleitos |
| 10 | Carlos Zamith de Souza           |        | PPB                            | 1º de janeiro de 1997  | 31 de dezembro de 2004 | Carlos Rocha Barreto            | Prefeito e vice eleitos |
| 10 | Carlos Zamith de Souza           | PP     | Francisco Raroldo Rocha        | 1º de janeiro de 1997  | 31 de dezembro de 2004 | Prefeito reeleito e vice eleito |                         |
| 11 | Walter Lopes                     |        | PFL                            | 1º de janeiro de 2005  | 31 de dezembro de 2008 | Romário Jatércio Neves          | Prefeito e vice eleitos |
| 12 | Carlos Zamith de Souza           |        | PDT                            | 1º de janeiro de 2009  | 31 de dezembro de 2016 | Stéphano Raydan Ramalho Rocha   | Prefeito e vice eleitos |
| 12 | Carlos Zamith de Souza           | PMDB   | Vicente Mafra Neto             | 1º de janeiro de 2009  | 31 de dezembro de 2016 | Prefeito reeleito e vice eleito |                         |
| 13 | Vicente Mafra Neto               |        | PCdoB                          | 1º de janeiro de 2017  | 31 de dezembro de 2020 | Fabiano Lopes Pereira           | Prefeito e vice eleitos |
| 14 | Fabiano Lopes Pereira            |        | PSD                            | 1º de janeiro de 2021  | até a atualidade       | Agaci de Souza Filho            | Prefeito e vice eleitos |
| 14 | Fabiano Lopes Pereira            | PL     | Israel Leonidas Medeiros Mafra | 1º de janeiro de 2021  | até a atualidade       | Prefeito reeleito e vice eleito |                         |